# Jocelyne LaGarde
Jocelyne LaGarde, née le 24 avril 1924 à Papeete et morte le 12 septembre 1979 dans la même ville, est une actrice tahitienne célèbre pour son unique rôle dans le film Hawaï (1966) de George Roy Hill. Elle est considérée comme la première polynésienne et femme autochtone nommée aux Oscars et récompensée aux Golden Globes.

## Biographie

### Enfance et famille
Jocelyne LaGarde est née à Papeete, en Polynésie française, le 24 avril 1924. Son père Derai Bredin est un docker. Elle est adoptée enfant par sa tante Anna LaGarde, d'une famille aisée, dont elle garde le patronyme. D'après Honolulu Star-Bulletin en mai 1965, elle serait la descendante directe de la famille royale de la reine Pomare IV.

### Carrière cinématographique
En 1965, Jocelyne LaGarde est trouvée par Francis Sanford, pour le casting du film Hawaï de George Roy Hill et sa directrice Marion Dougherty de la société de production Mirisch. Francis Sanford est un membre des autorités locales, qui avait aidé pour le casting précédent Les révoltés du Bounty (1962). Il sélectionne  Jocelyne LaGarde pour le rôle de la reine Malama Kanakoa, Alii Nui de Maui, malgré son manque d'expérience en raison de son visage et de sa forte personnalité qui correspond au profil recherché d'une « reine combinant présence et dignité ». Le réalisateur et sa directrice de casting la choisissent immédiatement. Il s'agit d'un drame historique adapté du roman éponyme de James Michener et mettant en vedette Julie Andrews, Max von Sydow et Richard Harris.
Sa sélection pour le rôle est pionnière dans la mesure où il s'agit d'un film sur l'histoire de la colonisation et que jusque-là les autochtones étaient des personnes blanches grimées, c'est-à-dire se maquiller pour colorer la peau. Elle est considérée comme la première polynésienne et femme autochtone nommée aux Oscars et récompensée aux Golden Globes.
Durant le tournage, Jocelyne LaGarde qui parle couramment haitien et français mais pas un mot d'anglais, réussi l'exeploit d'apprendre les rudiments de la langue anglaise et 17 pages de script phonétiquement avec l'aide d'un professeur avant le début du tournage en juin 1965 à Hawaii. « Elles travaillent deux à trois heures par jour avec l’aide d’un magnétophone ».
La diffusion du film coïncide avec une tournée internationale de promotion. Hawaï est le premier et unique film de Jocelyne LaGarde.
En effet, dans les années 1970, sa santé se détériore en raison de son diabète et elle est soignée à Hawai. Elle est amputée d'un pied suite à des complications puis reçoit une prothèse. Elle meurt le 12 septembre 1979 à son domicile à Papeete à l'âge de 55 ans.

## Prix et distinctions
- 1966 : Nomination pour l'Oscar de la meilleure actrice dans un second rôle (à l'époque Academy Awards)
- 1967 : Lauréate du Golden Globe de la meilleure actrice dans un second rôle